# Luis María Echeberría
Luis María Echeberría Igartua (* 24. März 1940 in Asúa; † 19. Oktober 2016) war ein baskisch-spanischer Fußballspieler, der auf der Position eines Abwehrspielers aktiv war.

## Karriere
Der Abwehrmann machte seine ersten Schritte im Fußballalltag beim spanischen Provinzverein CD Getxo im Städtchen Getxo nahe Bilbao. 1961 wechselte er mit 21 Jahren in die Primera División zu Athletic Bilbao, wo er schon bald Stammspieler wurde. Mit dem Traditionsverein aus Nordspanien wurde Echeberría 1969 spanischer Pokalsieger. Insgesamt lief Echeberría 257-mal für Bilbao auf. Dabei gelang ihm ein Tor. Bei Athletic blieb er bis 1972, dann zog es ihn zum Ausklang seiner Karriere zu Barakaldo CF, wo er ein Jahr später seine Karriere beendete.
In der Nationalmannschaft seines Heimatlandes kam Echeberría 4 Mal zum Einsatz. Mit Spanien nahm er an der Weltmeisterschaft 1962 in Chile teil, wo die zu den Mitfavoriten zählenden Iberer jedoch sang- und klanglos in der Vorrunde scheiterten. Ein zweites WM-Turnier blieb dem Verteidiger verwehrt, er machte sein letztes Spiel für Spanien bereits 1963. Für die Fußball-Europameisterschaft 1964 wurde er nominiert, kam aber nicht zum Einsatz.

## Erfolge

### Mit Athletic Bilbao
- Copa del Rey 1968/69

### Spanien
- Europameistertitel 1964